# Боріс Лауштроер
Боріс Лауштроер (нім. Boris Laustroer; нар. 1 січня 1970) — колишній західнонімецький тенісист.
Найвищу одиночну позицію світового рейтингу — 203 місце досяг 22 квітня 1991, парну — 1031 місце — 26 жовтня 1992 року.

## Титули ATP Челленджер

### Одиночний розряд: (1)
| Ранг | Дата     | Турнір                        | Покриття | Суперники    | Рахунок  |
| ---- | -------- | ----------------------------- | -------- | ------------ | -------- |
| 1.   | Жов 1990 | Сінгапур Challenger, Сінгапур | Тверде   | Сандер Гройн | 7–6, 6–4 |